# ぺこぱ
ぺこぱは、シュウペイと松陰寺太勇からなる日本のお笑いコンビ。サンミュージックプロダクション所属。2008年4月結成。M-1グランプリ2019第3位。

## メンバー
シュウペイ（1987年7月16日 - ）（38歳）
神奈川県横浜市港北区出身。
本名:成田 秀平（なりた しゅうへい）
未婚。
ボケ（ネタによってはツッコミ）担当。立ち位置は向かって左。

松陰寺 太勇（しょういんじ たいゆう、1983年11月9日 - ）（41歳）
山口県光市出身。
本名:松井 勇太（まつい ゆうた）
既婚。
ツッコミ（ノリツッコまないボケ）・ネタ作成担当。立ち位置は向かって右。

## 来歴

### コンビ結成（2008年）
2007年頃、ピン芸人「松井祭」として活動していた23歳の松陰寺（松井）と、当時ギャル男でフリーターだった19歳のシュウペイ（成田）は、渋谷の居酒屋で同じアルバイトとして出会った。アルバイトの新人だったシュウペイに松陰寺が「将来何がやりたいのか」を聞いたところ「伝説を作りたい」と返されたのを気に入り、シュウペイをお笑いの世界に誘う。ところがシュウペイはお笑いの世界に興味が無く、松陰寺のピン芸人としてのライブを観てもあまり面白くないと思っていたこともあり断り続けていた。しかし松陰寺が約半年間誘い続けた結果、試しで結成することになり
、2008年4月30日に「先輩後輩」（せんぱいこうはい）のコンビ名で活動を開始、7月に表記を「先輩×後輩」に改める。コンビ名の由来は、アルバイトで松陰寺が先輩、シュウペイが後輩だったことから。当初の所属事務所は「ナイスデイ」だったがすぐにフリーになる。

### 改名、オスカーへ移籍（2010年 - 2013年）
2010年中にオスカープロモーションに移籍。2013年9月にコンビ名を「ぺこぱ」に改名した。コンビ名を変える話が出た際の新コンビ名案として、シュウペイは175Rの曲『GLORY DAYS』から『GLORY』、松陰寺はCHAGE and ASKAの曲名から『指環が泣いた』や「シュウペイ」と「松陰寺」を組み合わせた「しゅうまつ」を入れたコンビ名を提案したがどちらもボツになり、最終的に当時の事務所の先輩だった赤井沙希に付けてもらった。当時韓国語にハマっていた赤井が「響きや文字の並びが可愛くて気に入ってた言葉」である「배고파（ペゴパ）」を提案。これは「お腹空いた」を意味する言葉であり、「いつまでもハングリー精神を」という意味がこめられている。そこからさらに可愛い印象を持たせるために平仮名にした。

### 笑けずり - 有田ジェネレーション（2015年 - 2017年8月）
2015年、NHKBSプレミアムで8週にわたり放送された『爆笑ファクトリーハウス 笑けずり』に出演。若手漫才師9組を集めて芸を磨き、1組ずつ削っていくというもので、ぺこぱは最終週まで生き残り3位となったことからスタートラインに立つ。2016年1月17日に初の単独ライブ『風〜KAZE〜』（東京・下北沢　しもきた空間リバティ）を行った。
2016年7月4日放送の有田ジェネレーション（TBSテレビ）「ネットがざわつきそう芸人オーディション」にカズマ・スパーキン、せつこ、ゲラゲラ星人と共に出場した。「シュウペイ（ツッコミ）が松陰寺（ボケ）に引っ越しの相談をする」というネタを披露したが、審査員からは「相談する相手を間違えてる」「ネットをザワつかせるならシュウペイはいらない」と厳しい声が上がった。その結果、前代未聞の「シュウペイ以外合格」と発表され、松陰寺は有田ジェネレーションに、シュウペイは小峠軍団に入った。松陰寺はその後「有田ジェネレーション」のエースとして活躍していたが、2017年8月17日 - 31日放送の「有ジェネ!夏のサバイバルフェス2017 〜クビになるのは誰だ!?灼熱のネタ総選挙〜」でクビとなった。

### おもしろ荘優勝 - オスカー契約解除（2019年1月 - 5月）
2019年1月1日放送の『ぐるナイ おもしろ荘 日本で一番早いネタ祭!誰か売れて頂戴!』（日本テレビ）に出場。他に夢屋まさるらが出場する中で優勝を果たす。しかしこの直後の1月中はとんとん拍子に仕事を得ていたものの、徐々に仕事は減っていった。後に彼らはこのことを「夢屋まさるにブレイクのチャンスを取られた」と話している（本人たちはこれを「パンケーキに食べられた」と表現している）。さらに所属のオスカープロモーションが5月でバラエティ部門を廃止しお笑い界から撤退したことから、ぺこぱを含む大半の所属芸人は契約解除になり、フリーランスとなった。

### サンミュージックへ再移籍（2019年6月）
オスカーから契約を解除されフリーランスとなった芸人達と開催した5月18日の『元オスカーお笑いライブ最終回〜みんなフリーになっちゃいました〜』 のあと、同日深夜配信の『カンニング竹山の土曜The NIGHT』（AbemaTV）#63に勝又(ani)、ふーみんらと出演。番組終盤には番組宛てに地方局ディレクターからぺこぱへの出演オファーが届いたものの、2人がフリーの為オファーの対応の仕方が分からず困惑していると、MCのカンニング竹山が「お前ら（竹山の所属事務所である）サンミュージックに入りたいんでしょ? じゃあぺこぱ、ウチに入れ」と話し、その場でサンミュージックがマネジメントの受付窓口になることが決まる。ただし実際には、元オスカー所属で2014年にサンミュージックに移籍していたピン芸人のTAIGAからの「サンミュージックに来たかったら（会社に）話してやるぞ」という誘いに応じ、TAIGAが各方面に働きかけたのがそもそものきっかけで、最終的に竹山が番組内で後押ししたのが決め手になった。
その後6月12日に行われた「サンミュージックGETライブ」に出演し、サンミュージックへの正式所属を発表する。

### M-1グランプリ2019（2019年12月）
結成11年、出場8回目にして初の『M-1グランプリ2019』の決勝に進出する。決勝進出が決まった瞬間、松陰寺は「(芸人を)辞めなくてよかった」と泣き崩れたという。また決勝当日、会場にて元所属事務所の先輩にあたる上戸彩との初共演を果たした。ファーストラウンドでは「ツッコミ方改革」のキャッチフレーズで10組中の最終組として登場。審査員の松本人志（ダウンタウン）をして「ノリ突っ込まないボケという新しいジャンルを切り開いた」と言わしめた。また優勝候補の一角である和牛を退け、サンミュージックプロダクション所属のタレントとしては初、また吉本興業以外の芸人としてナイツ、オードリー以来11年ぶりとなる最終決戦に進出する（ちなみに、本大会でのぺこぱ以外の決勝進出9組は吉本興業所属であった）。最終決戦では1票も得られずに3位に終わるも、各審査員が「ここ数年で最もレベルが高い戦いだった」と絶賛し彼らの実力を認めた。松陰寺はM-1グランプリ決勝戦当日もローラーシューズを用意していたが、最終決戦の2本目のネタで結局「最後、履く勇気がなかった」とM-1決勝戦直後に配信された『世界最速大反省会』（GYAO!）で話している。
また前年の『M-1グランプリ2018』に初めて準々決勝に進出した際松陰寺曰く、「当時はネタも粗く、全然煮詰めていなかった、キャラも今より濃かった、それでも切り口だけでここまで行けた、だったら精度をもっと上げよう」と語っており2019年のM-1の決勝に向けてネタを仕上げる事を決意する。

### M-1後の活躍（2020年 -）
7月1日にニホンモニターより発表された「2020上半期タレント番組出演本数ランキング」の「2020上半期ブレイクタレント」にて2位を記録する（1位は3時のヒロイン）。また、7月10日にオリコンより発表された「2020上半期ブレイク芸人ランキング」において1位を記録する。12月発表の「2020タレントブレイクランキング」でも1位を記録。
週刊朝日2020年7月10日号にて、初の雑誌表紙モデルとなる。
10月8日放送の『ロンドンハーツ』（テレビ朝日）秋のゴールデン3時間SPで、狩野英孝が扮するアーティスト「50TA」の公式ライバル「50PA」（フィフピーエー）として松陰寺が参戦（シュウペイはエアギターやダンス、コーラスなどで50PAのサポートを担当）。「時を戻そう」「決定的」「足りない」など全5曲の新曲を披露した。本企画は「視聴者投票で勝った方が生配信ライブをする」というもので、投票の結果50PAが勝利し（50TA12万票､50PA17万票）10月29日にTVer・テラサにて生配信ライブをする事が決定した。なお、披露した5曲を収録したアルバム『時を戻そう』が番組終了後の10月9日午前0時からApple Musicなどで配信開始。2020年10月19日付のオリコン週間デジタルアルバムランキングにて9位を記録した。
また、10月20日放送の延長戦でシュウペイが松陰寺に内緒で曲を作っていたことが発覚し､（淳やザキヤマの手伝いもあり）デュエットやラップなどをとにかく混ぜた新曲「なんだっていいじゃん」を披露した。こちらも10月21日午前0時からApple Musicなどで配信開始。
シュウペイは2020年5月9日放送の「浦安鉄筋家族」（テレビ東京）でスーパーの店員役を、松陰寺は同年10月21日放送の「＃リモラブ 〜普通の恋は邪道〜」（日本テレビ）で「檸檬」（ぺこぱの優しいツッコミをする人の声）として、それぞれドラマデビューを果たした。
11月5日、新語・流行語大賞に松陰寺の決めゼリフ「時を戻そう」がノミネートされた。大賞、及びトップテンには選ばれなかった。
11月11日放送の、『売れてごめんなさいっ！〜名前がカブって風評被害!?人気者が謝罪行脚〜』（テレビ東京）では、企画上番組のナレーションで「当時彼らは意味も知らず響きが良いことからペコパを芸名に…」という前提で、実際に「ペコパ」という店名を冠する岐阜の韓国料理店、同名の神戸のマッコリバー(店主とは電話)や、はたまた名前が似ているカフェなどに足を運び、「ブレイクする前からあった名前を名乗り、有名になって申し訳ありませんでした。」という口実で謝罪し、店主らは、前からの怒りを漏らしながらも許しをもらった。
2021年4月2日、念願であったオールナイトニッポン（ニッポン放送）のレギュラー番組「ぺこぱのオールナイトニッポンX」が放送開始。
2023年11月、山口県光市出身の松陰寺は「山口ふるさと大使」に就任。
2024年2月21日、ぺこぱは山口宇部空港をPRする「山口宇部空港エバンジェリスト」に就任。2024年6月19日、山口県光市の初代「光市PR大使」にも就任した。
2025年4月6日、ぺこぱオフィシャルファンクラブ「ぺこぱのLOVE LOVE あいしてるーむ♡」を開設。

## エピソード
2020年5月25日に松陰寺が､正座したまま空中に浮いているように見える写真を自身のTwitterに投稿した。その奇妙な様相がコラージュ素材として話題になり、ファンによって「#ぺこぱ雑コラ選手権」というハッシュタグが生まれた。その結果、約8000ツイート投稿され、Twitterのトレンド(最高18位)入りを果たした。
また2020年のシュウペイの誕生日には、予めガニ股で飛び跳ねたシュウペイの写真を松陰寺が用意して発生した「#ぺこぱ雑コラ選手権シュペ祭り」が開催されるなど、その後も素材用のコンテンツを彼ら自身が投稿しており、2020年11月9日の松陰寺の誕生日では、「#ぺこぱ雑コラ選手権松井祭」がその日の日本のトレンド入りを果たすなど、徐々に定番のものとなりつつある。
人気テレビ番組『run for money 逃走中』（フジテレビ）に出演した松陰寺が、1番手確保となってしまい、Twitterに「#松陰寺確保」というハッシュタグが生まれた。その後、コンビで出演した同じく人気テレビ番組で逃走中のシリーズ番組の『戦闘中』（フジテレビ）において、シュウペイはサッカー部で培った体力を活かし活躍した。松陰寺は、「前回不名誉なタグが生まれた」と雪辱を果たそうとするがまたも1番手で脱落してしまい、「#松陰寺撃破」というハッシュタグが生まれ、トレンド入りしてしまった。
2024年11月11日の生放送の冠ラジオ番組「ぺこぱのチアポンポン」に松陰寺は前の仕事が押し放送開始時間に間に合わず、シュウペイ1人で番組はスタート。シュウペイは早速リスナーに松陰寺が遅れた理由をメールで送るよう募集。多数の理由が読み上げられ、その中から「松陰寺は間違って『桃鉄』99年プレーを始めてしまった」が採用された。番組放送開始から約30分後、CM中にシュウペイがスマホをチェックし、松陰寺がもうすぐ到着すると分かると、すかさずスタジオのドアを施錠。程なく、生放送中に激しくドアをノックする音が響き渡るもシュウペイは何食わぬ顔でトークを継続。しばらくしてスタッフがドアを開け、「鍵閉めてんじゃねーよ！」と松陰寺は大声を張り上げながらスタジオに乱入。その後、生放送は続いたが、遅刻の理由の詳細は番組中に明かされる事はなかった。

## 賞レースでの戦績

### Mｰ1グランプリ
2021年（第17回）、2022年大会（第18回）は不参加。
| 年度（回）       | 結果         | No.  | 備考                                   |
| ---------------- | ------------ | ---- | -------------------------------------- |
| 2008年（第8回）  | 1回戦敗退    | 2985 |                                        |
| 2009年（第9回）  | 2回戦進出    | 3799 |                                        |
| 2010年（第10回） | 3回戦進出    | 3780 |                                        |
| 2015年（第11回） | 2回戦進出    | 2553 |                                        |
| 2016年（第12回） | 3回戦進出    | 1921 |                                        |
| 2017年（第13回） | 2回戦進出    | 430  |                                        |
| 2018年（第14回） | 準々決勝進出 | 359  |                                        |
| 2019年（第15回） | 決勝3位      | 846  | 決勝キャッチフレーズ「ツッコミ方改革」 |
| 2020年（第16回） | 準決勝進出   | 4621 | 敗者復活戦3位                          |

### その他
- 2011年 キングオブコント 2回戦敗退[46]
- 2013年 キングオブコント 1回戦敗退
- 2014年 キングオブコント 1回戦敗退
- 2014年 第6回お笑い全日本カップ 優勝
- 2015年 キングオブコント 2回戦進出[47]
- 2015年 爆笑ファクトリーハウス 笑けずり 3位
- 2017年 キングオブコント 1回戦敗退[48]
- 2018年 第3回サガミハラエッジ芸人バトル
- 2019年 ぐるぐるナインティナイン おもしろ荘 優勝
- 2019年 キングオブコント 2回戦進出[49]

## 芸風
ネタは漫才、コント共に行う。全肯定漫才とも称され、松陰寺がツッコむように見せかけてフォローをするノリツッコまないボケ、否定しないツッコミが特徴である。
松陰寺は紫のスーツを着用し、メイクをしたホスト風のキザキャラを演じる。頭を振る独特の動きやキャラのモチーフはCHAGE&ASKAのASKA。また「フォ待たせしました」「フォれの名は」など語頭にF音を乗せる発音は、1990年代のミュージシャンを意識しているという。また定番の台詞に「時を戻そう」「悪くないだろう」などがある。他に舞台上では「キザーン!」という決まりのフレーズがある。
シュウペイはこれに不条理なボケを連発する。 また漫才冒頭の自己紹介と終わりの挨拶の際には、両腕をクロスさせて人差し指で両頬を挟むシュウペイポーズ をする。定番の台詞には「(○○して)おくんなまし〜！」 や「○○的〜！」(例:「決定的〜！」「絶望的〜！」「圧倒的〜！」
 など)がある。
松陰寺はネタ中に頭を振ることが多い。勢いがついたり力んだりするといつもより激しく振ってしまうらしく、「“白い稲妻”がバキバキって入って、バチンっていう」視界になることがあるという。医師からはストップの指令も出ていたため、最近は腰から振るようにしているという。
ノリツッコまないというシステム上、松陰寺がシュウペイのボケ（冗談）を否定できないため、番組内でのシュウペイのボケが冗談ではなく真面目な話としてネットニュースになることがある。
また以前はネタの掴みとして松陰寺が舞台をローラーシューズで横切る掴みを行っており（松陰寺曰く、「無敵の掴み」と称している）ライブやオーディション等で披露していた。その後松陰寺が舞台衣装をスーツに変更してからは披露していなかったが『ダウンタウンDX』（日本テレビ）にて久々に披露する事になった。

### ボケ・ツッコミの変遷
| 年                | 松陰寺                   | シュウペイ | 備考 |
| ----------------- | ------------------------ | ---------- | --- |
| 2008年            | ツッコミ                 | ボケ       | スーツを着て時代を斬る時事漫才。中川家の漫才を参考にしたという。またツッコむ度に脚を高く上げるという当時から自由な芸風だった。                                                                                                   |
| 2009年            | ボケ                     | ツッコミ   | ボーイズラブ漫才。松陰寺がシュウペイに好意を抱いているという設定。 |
| 2010年 - 2013年   | ツッコミ                 | ボケ       | ヒップホップ風のラッパー漫才。シュウペイが一番好きなスタイル。 |
| 2013年            |                          |            | 松陰寺が教師役の漫才。 |
| 2014年            | ボケ                     | ツッコミ   | ホスト風漫才。この頃から松陰寺はASKAモチーフのホスト風キザキャラになる。 |
| 2014年末 - 2018年 | ボケ                     | ツッコミ   | 松陰寺はキャラをそのままに、WAHAHA本舗主宰の喰始のアドバイスで着物姿 かつローラーシューズで舞台上を走り回る。 |
| 2018年            | ノリツッコまないツッコミ | ボケ       | 全肯定漫才。 |
| 2019年 -          | ノリツッコまないツッコミ | ボケ       | M-1グランプリの一回戦から松陰寺は着物姿とローラーシューズを止め、紫のスーツを着るようになる。またシュウペイも以前は黒のジャケットとズボンというカジュアルな格好を止め、M-1グランプリの決勝から上下揃ったスーツを着るようになる。 |

初めてボケとツッコミを入れ替えたのは、シュウペイがボケのセリフを覚えきれなかったことや、ボケの意味を理解していなかったことがきっかけだった。
またシュウペイがツッコミをしていた際に松陰寺は「無理させていた」と話している。このことについてはシュウペイ本人も認めており「自分はツッコミ気質ではない」とM-1グランプリ2019後に中川家のラジオに出演した際に発言している。
全肯定漫才が生まれた理由については「“シンプルにボケてツッコむ”ということをただ裏切りたかっただけ。最初これはひとボケだったけど、それがウケたので全部そうすることにした」と話している。また当初は普通のツッコミをしており、時にはネタ中に人の悪口も言っていたこともあった。このことに関しては「その人に向けた槍は必ず僕に戻ってくるんだなと分かって、その後はやめた」と話している。
なお「時を戻そう」というフレーズは、松陰寺が元々言っていた「ちゃんとやってくれ」をもっとロマンチックな言い方にしたいと思ったことから生み出された。しかし最初にこれを言い始めたときは全く反応が無く「『この人はネタ中に何を言っているんだ？』みたいな空気になっていた」ということで、シュウペイも最初は変な風に思っていたという。

### 評価
M-1グランプリ2019でぺこぱの全肯定ツッコミを見た若林正恭（オードリー）は、笑い飯や山里亮太（南海キャンディーズ）のツッコミを初めて見たとき以来の衝撃を受けたとして「ものすごい発明」と称賛している。若林曰くツッコミは指摘や否定であり、それは「多様な意見を飲み込む」ものであると分析。しかしぺこぱの漫才は「ツッコミかけた後に否定せずに飲み込む」という、1つのツッコミの中で緊張と緩和を使い分けていることで「こんなに伝わるのか」と衝撃を受けたという。さらに「時代の転換点のようなものを目の当たりにした」と、爆笑しながらも感涙したという。
新感覚のツッコミスタイルからよくお笑い第七世代に数えられることがあるが、本人らは、「彼ら（第七世代）より下積みも長いし世代も離れている」と認識しており、第七世代芸人との共演は「豪華客船のチケットをついでにもらえているような感覚」だと語っている。

## 出演

### 現在のレギュラー・準レギュラー
テレビ
- THE突破ファイル（2020年3月5日 - 、日本テレビ）
- ヒルナンデス!（2021年4月2日 - 、日本テレビ） - 金曜レギュラー
- ぺこぱのまるスポ（2022年1月30日 - 、朝日放送テレビ） - MC・冠番組
- さんすうレスキュー!（2022年10月12日 - 、NHK Eテレ） - 声の出演
- ぺこぱのぱこぺ（2023年10月14日 - 、山口朝日放送） - 冠番組
- BOSSのプレゼン2（2025年4月5日 - 、テレビ埼玉 ） - MC
- す・またん! &ZIP! (火曜レギュラー) (2024年10月8日 - 、読売テレビ)（月1回の出演）・松陰寺のみ
- かんさい情報ネットten.（2025年1月28日 - 、読売テレビ）（月1回の出演）・松陰寺のみ
- RINGAKU! ～アイドル学園バラエティ～（2025年4月25日 - 、TOKYO MX）- MC・シュウペイのみ

ネット配信・Youtube
- トーク番組「カズレーザーと松陰寺のチルるーム」（2022年10月20日 - 、公式YouTubeチャンネルで毎週月曜日・木曜日に配信）・松陰寺のみ
- ABEMA Prime（2023年5月31日 - 、ABEMA）（2024年4月8日より月2回レギュラー出演）・松陰寺のみ
- バラエティ番組「私たちのトリセツ」（2025年7月21日 - 、公式YouTubeチャンネルで毎週月曜日に配信）- MC・シュウペイのみ

ラジオ
- 月曜みっくすっ。ぺこぱのチアポンポン (2024年9月30日 - 、ABCラジオ) - 冠番組
- MUSIC シュTATION （2024年4月6日 - 、TOKYO FM） - 冠番組・シュウペイのみ

### 不定期出演
テレビ
- 24時間テレビ 「愛は地球を救う」42 (2019年8月24日 - 、日本テレビ)
- バナナサンド（2020年1月8日 - 、TBSテレビ）
- サンデージャポン（2020年1月26日 - 、TBSテレビ）
- ダウンタウンDX（2020年1月30日 - 、日本テレビ）
- やべっちFC （2020年2月1日 - 、テレビ朝日）
- ネタパレ（2020年2月7日 - 、フジテレビ）
- 全力!脱力タイムズ（2020年2月14日 - 、フジテレビ）
- 櫻井・有吉 THE夜会（2020年2月20日 - 、TBSテレビ） - 準会員
- 痛快TV スカッとジャパン（2020年2月24日 - 、フジテレビ）
- ホンマでっか!?TV（2020年2月26日 - 、フジテレビ）
- さんまのお笑い向上委員会（2020年2月29日 - 、フジテレビ）
- ロンドンハーツ（2020年3月3日 - 、テレビ朝日）
- 〜マイ・ウェイ・バラエティ〜 この生き方、天才かも?（2020年3月28日 - 、フジテレビ）
- 今夜はナゾトレ（2020年3月31日 - 、フジテレビ）
- エンタの神様（2020年4月1日 - 、日本テレビ）
- ぐるぐるナインティナイン（2020年4月2日 - 、日本テレビ）
- 華丸大吉&千鳥のテッパンいただきます!（2020年4月7日 - 、フジテレビ）
- 有吉の壁（2020年4月8日 - 、日本テレビ）
- クイズ!THE違和感（2020年4月13日 - 、TBSテレビ）
- 世界くらべてみたら（2020年6月10日 - 、TBSテレビ）
- ネプリーグ（2020年6月22日 - 、（フジテレビ）
- アンタッチャブルのおバカワいい映像バトル（2020年7月8日 - 、フジテレビ）
- 潜在能力テスト（2020年7月14日 - 、フジテレビ）
- 有吉ジャポンII ジロジロ有吉（2020年7月31日 - 、TBSテレビ）
- 世界一受けたい授業（2020年8月1日 - 、日本テレビ）
- ザ!世界仰天ニュース（2020年9月1日 - 、日本テレビ）
- KinKi Kidsのブンブブーン（2020年9月5日 - 、フジテレビ）
- 踊る!さんま御殿!!（2020年9月15日 - 、日本テレビ）
- ウワサのお客さま（2020年10月9日 - 、フジテレビ）
- 有田プレビュールーム（2020年10月19日 - 、TBSテレビ）
- 内村のツボる動画（2020年11月24日 - 、テレビ東京）
- 秘密のケンミンSHOW 極（2020年12月3日 - 、日本テレビ）
- ニンゲン観察バラエティ モニタリング（2020年12月17日 - 、TBSテレビ）
- ぶらサタ・有吉くんの正直さんぽ（2020年12月26日 - 、フジテレビ）
- あのちゃんねる（2021年1月18日 - 、テレビ朝日）
- 1億3000万人のSHOWチャンネル（2021年2月27日 - 、日本テレビ）
- デカ盛りハンター（2021年4月2日 - 、テレビ東京）
- 林修の今でしょ!講座（2021年4月13日 - 、テレビ朝日）
- ぺこぱの2位さんはつらいよ⁉（2021年4月16日 - 、NHK BSプレミアム）
- ゼロイチ（2021年5月1日 - 、日本テレビ）
- アッコにおまかせ! （2021年5月2日 - 、TBSテレビ）
- あちこちオードリー（2021年5月19日 - 、テレビ東京）
- 世界まる見え!テレビ特捜部（2021年5月31日 - 、日本テレビ）
- バクタン時を戻そう!あのヒット商品が生まれるまで○○日（2021年6月13日 - 、テレビ東京）- MC
- ブイ子のバズっちゃいな!（2021年6月16日 - 、テレビ朝日）
- パンドラTV（2021年6月29日 - 、フジテレビ）
- 10万円でできるかな（2021年7月19日 - 、テレビ朝日）
- ワールド極限ミステリー（2021年8月11 日 - 、TBSテレビ）
- もしもツアーズ（2021年8月14日 - 、フジテレビ）
- 帰れマンデー見っけ隊!!（2021年8月23日 - 、テレビ朝日）
- がむしゃら屋（2021年9月10日 - 、日本テレビ）
- 土曜スペシャル（テレビ東京）
  - ぺこぱのローカル鉄道寄り道旅（2021年12月4日 - ）
  - はらぺこぱ ローカルグルメはしご旅（2022年12月3日 - ）

- クラシックTV （2021年12月16日 - 、NHK Eテレ）
- 第72回NHK紅白歌合戦（2021年12月31日 - 、NHK総合・BS4K・BS8K）
- ウラ飯や!（2022年1月16日 - 、テレビ朝日）- MC
- バチくるオードリー（2022年3月31日 - 、フジテレビ）
- お願い!ランキング presents そだてれび（2022年4月4日 - 、テレビ朝日）
- 出川哲朗の充電させてもらえませんか?（2022年5月7日 - 、テレビ東京）
- サンデーPUSHスポーツ（2022年5月29日 - 、日本テレビ）
- お笑いワイドショー マルコポロリ!（2022年7月31日、2025年7月27日、関西テレビ放送）
- クイズ!国民一斉調査（2022年9月15日 - 、日本テレビ）
- あしたの内村!!（2022年10月1日 - 、フジテレビ）
- 第89回NHK全国学校音楽コンクール 全国コンクール 高等学校の部（2022年10月8日、Eテレ）
- ナニコレ珍百景（2022年10月9日 - 、テレビ朝日）
- テレ東卓球塾～ひとラリー、いっとくぅぅぅ?～（2022年10月30日 - 、テレビ東京）
- クイズプレゼンバラエティー Qさま!!（2022年11月28日 - 、テレビ朝日）
- 秒で伝わる神図解（2022年12月27日 - 、テレビ朝日） - MC
- 新春!お笑い名人寄席（2023年1月2日 - 、テレビ東京）
- さきがけ！テレ東アニメ塾 （2023年1月5日・3月29日、テレビ東京）
- 超絶限界 ～ソコまで見せる!?大百科～（2023年2月4日 - 、フジテレビ）
- 満天☆青空レストラン（2023年2月25日 - 、日本テレビ）
- キョコロヒー（2023年3月6日 - 、テレビ朝日）
- 2023フジパンCUP関西小学生サッカー 〜世界がキミを待っている〜（2023年4月2日、朝日放送テレビ)
- 中山優馬×ジャニーズJr. @YUMA HOUSE Go!Go!kids結成1周年記念おめでとうSP！（2023年5月5日・12日・19日、BSJapanext）
- 熱狂マニアさん! （2023年6月10日- 、TBSテレビ）
- くりぃむナンタラ（2023年6月21日 - 、テレビ朝日）
- わざわざ行きたい朝ごはん〜なんて朝メシだ!〜 （2023年7月9日、TBSテレビ)
- THE鬼タイジ（2023年8月30日 - 、TBSテレビ）
- 極楽とんぼの週末極楽旅 昭和旅 秩父編（2023年9月4日・11日・18日・25日、BS日テレ）
- ちょっと福岡行ってきました!（2023年9月9日・2024年4月6日、TVQ九州放送）
- yabふれあいフェスタ（2023年10月7日・2024年10月12日、山口朝日放送）
- あなたの家のスニーカー見せてください！（2023年10月22日・29日・11月5日・12日、CBCテレビ）
- ウマウマ! 〜アノミズキのビギナー育成TV〜（2023年10月22日 - 、フジテレビ）
- 池上彰のニュースそうだったのか!! （2023年11月11日 - 、テレビ朝日）
- 千葉ロッテファン感謝デー MARINES FAN FEST 2023（2023年11月19日、日テレNEWS24、パーソル パ・リーグTV、ベースボールLIVE）
- UX開局40周年記念スペシャル 「あとつぎ発掘支援プロジェクト『ツグツグ』」（2023年12月23日、新潟テレビ21）
- 有吉ぃぃeeeee!（2024年1月21日 - 、テレビ東京）
- カクエキ!（2024年3月2日 - 、テレビ朝日）
- ニッポン全国!ジモトPR隊（2024年3月18日 - 、フジテレビ）
- ありえへん∞世界（2024年5月21日 - 、テレビ東京）
- りーまる社長のライフトーク（2024年5月22日・29日、テレビ埼玉）
- 続々〜ゾクゾク〜（2024年6月2日、日本テレビ）
- 何を隠そう…ソレが!（2024年6月5日 - 、テレビ東京）
- 上沼・高田のクギズケ!（2024年6月9日 - 、讀賣テレビ放送）
- M:ZINE（2024年7月5日・12日・19日・8月23日、テレビ朝日)
- M:ZINE「完全版」KPOPアーティスト BOYNEXTDOORの魅力大全開‼地上波未公開㊙90分SP（2024年7月28日、CSテレ朝チャンネル）
- 「ぺこぱDが取材してきました ポケモンユナイト甲子園 2024」（2024年8月18日、日本テレビ）
- 有田チョコプラの爆笑!ナイスな引き出しGP（2024年9月2日 - 、TBSテレビ）
- ピタニュー「アベレン」コーナーに出演（2024年9月10日・17日・19日、広島ホームテレビ）
- 第31回 お子さまランチコンテスト 2024 （2024年9月15日、福井放送）
- 今夜復活「8時だョ!全員集合」不適切だけど笑っちゃうドリフ伝説コントBEST20 (2024年9月16日、TBSテレビ)
- 日テレ系クイズフェス2024秋 （2024年10月2日、日本テレビ）
- ピタニュー・スペシャル「アベレン × ぺこぱ珍道中！山口県美祢市の旅」（2024年10月5日、広島ホームテレビ）
- 笑点（2024年10月6日、日本テレビ）
- 第91回NHK全国学校音楽コンクール 全国コンクール 中学校の部（2024年10月14日、Eテレ）
- 千葉ロッテファン感謝デー MARINES FAN FEST 2024（2024年11月17日、日テレNEWS24、パーソル パ・リーグTV、ベースボールLIVE）
- おはスタ（2024年12月25日・26日・27日、テレビ東京）
- 新春 上沼×サンドの出すぎた杭は打たれない（2025年1月2日、読売テレビ）
- ぺこぱと行く! 青森なまりメシ（2025年1月19日、青森テレビ）
- Travis Japanのバラエティだぜ!!（2025年2月5日、中京テレビ）
- 超速報!Jリーグ2025シーズン開幕特番（2025年2月15日、BS10）
- 明治安田J2リーグ開幕戦 V･ファーレン長崎 VS ロアッソ熊本（2025年2月15日、BS10）
- 山口にハマってます! あさこ&ぱこぺ（2025年2月19日、山口朝日放送)
- ツグツグ あとつぎ発掘支援プロジェクト 第2弾（2025年3月12日、新潟テレビ21）
- 2025フジパンCUP 第31回関西U-11サッカー大会～仲間と紡ぐ笑顔と絆～（2025年3月30日、朝日放送テレビ)
- 千葉ロッテ主催公式戦 2025 ｢千葉ロッテ×楽天｣（2025年4月5日、日テレNEWS24)
- GLION ARENA KOBE オープン記念特別番組 バスケ見ようよ! ～バスケ“神戸ストークス”特番 （2025年4月6日、朝日放送テレビ)
- 伊集院光&佐久間宣行の勝手にテレ東批評 「ぺこぱが爆食ロケ企画の裏側を激白!」（2025年4月23日、テレビ東京）
- まじもん! 福岡県民5000人が選ぶ! 最強パンランキングTOP20（2025年5月7日、RKB毎日放送）
- 復刻の呪文! ～あの素晴らしいアレをもう一度 (テレビ静岡、2025年5月16日)
- ぐ～たくさん (2025年5月25日、中京テレビ)
- キックオフ!ヤマグチ（2025年6月7日、山口朝日放送)
- スーパーベースボール 虎バン主義。阪神タイガースVS千葉ロッテマリーズ（2025年6月18日、朝日放送テレビ)
- 千鳥かまいたちゴールデンアワー 芸人大集合SP（2025年6月18日 - 、日本テレビ)
- IDOL DANCE BATTLE『VERSUS』（2025年6月28日・7月5日 : ニコニコ生放送、7月28日・8月4日 : スカイA、2025年8月1日 : 朝日放送テレビ）- MC
- 千原ジュニアのヘベレケ（2025年7月4日・11日・18日、東海テレビ）
- 漫才PARTY（2025年7月12日、日本テレビ）
- ポケモンとどこいく!?（2025年7月13日・20日・8月3日、テレビ東京）
- ぺこぱのまるスポ 高校野球"絆"SP〜友とかなえたい夢がある〜（2025年8月4日、スカイA）

ラジオ
- ぺこぱのラジオ物語（2024年4月13日・7月28日、ニッポン放送）- 冠番組
- ニュースぺこぱー（2024年5月1日・8月5日・12月29日・2025年8月14日、NHKラジオ第1放送）- 冠番組

ネット配信
- Travis Japanのバラエティだぜ!!（2025年1月31日、Amazon Prime Video）- MC
- Star Song Special（2025年3月27日、Amazon Prime Video、DMM TV）- MC

### 過去のレギュラー・準レギュラー
テレビ
- 爆笑ファクトリーハウス笑けずり（2015年8月14日 - 9月25日、NHK BSプレミアム） - レギュラー出演、決勝まで残り、結果は第3位。
- お願い!ランキング（2015年10月20日 - 2016年3月、テレビ朝日） - 不定期出演
- おはスタ（2020年2月17日 - 7月14日、テレビ東京） - 火曜レギュラー
- でんじろうのTHE実験（2020年5月8日 - 2021年2月19日、フジテレビ）
- めざましテレビ（2020年6月3日 - 24日、フジテレビ） - 2020年6月クール水曜日ファミリーじゃんけんレギュラー
- お笑いG7サミット（2020年7月5日 - 9月27日、日本テレビ）
- Do8（2020年12月13日・20日・26日・2021年3月22日・6月14日・21日、フジテレビ）
- ここはぺこぱと倫理です。（2021年1月22日 - 3月12日・20日、NHK総合） - 冠番組・MC
- サッカー★アース（2021年3月13日 - 2022年3月18日、日本テレビ） - MC
- キミもマンガの主人公 週刊ケッカマチ（2021年4月4日 - 25日、朝日放送テレビ） - MC
- 天才てれびくんhello,（2021年4月8日 - 2023年3月2日、NHK Eテレ）
- 乃木坂スター誕生!→乃木坂スター誕生!2（2021年5月11日 - 9月28日・10月12日 - 2022年3月8日、日本テレビ） - MC
- ぺこぱポジティブNEWS（2021年10月7日 - 2023年3月31日、テレビ朝日） - 冠番組
- 声優パーク建設計画VR部→声優パーク建設計画メタバース部→新世界 メタバースTV!!（2021年3月28日 - 2022年3月27日・2022年4月3日 - 9月25日・10月2日 - 2023年9月17日、テレビ朝日） - MC
- BOSSのプレゼン（2023年10月1日 - 2024年3月31日、テレビ埼玉） - MC
- ぺこぱのバズりないと〜No.1と騒ぐ夜（2023年10月30日 - 2024年10月31日、千葉テレビ放送） - MC・冠番組

ラジオ
- ぺこぱのオールナイトニッポン0（ZERO）（2020年4月25日、ニッポン放送）
- ぺこぱのラジオ聴いておくんなまし〜（2020年5月5日、文化放送）
- ぺこぱのこんなラジオも悪くないだろう（2020年5月17日、ニッポン放送）
- ぺこぱのマジでフォ笑い語っても悪くないだろう（2020年8月10日 - 14日、グノシーラジオ）
- ぺこぱのオールナイトニッポンシリーズ（ニッポン放送） - 冠番組
  - ぺこぱのオールナイトニッポンX（2021年4月1日 - 2022年3月31日）
  - ぺこぱのオールナイトニッポン0(ZERO)（2022年4月5日 - 2023年3月29日）

ネット配信
- ニコジョッキー ぺこぱのぺこぱってんじゃねーよ!（2016年11月23日 - 2020年12月23日、ニコニコ生放送） - 松陰寺は本名の松井勇太名義で出演。
- ABEMA Morning（2019年 - 2023年、ABEMA）元旦特別番組
- 特命ぺこぱ〜ぺこぱ貸します〜（2020年11月16日 - 2022年8月29日、dTVチャンネル・ひかりTVチャンネル+） - 冠番組
- ぺこぱ式○○!（2021年7月29日 - 全10回、GYAO!）- 冠番組
- Dark Idol（2024年6月13日 - 、ABEMA SPECIALチャンネル）- MC

YouTube
- 「歌バラ Produced by au」（2024年8月5日 -2024年10月31日）、「歌バラ」公式YouTubeチャンネル・TELASAでも配信）- MC

- みんなでがんばろうやまぐちスペシャル ぺこぱさん山口からおいしいもの届いてます！（2020年7月8日、山口朝日放送）
- カラダWEEK（2020年11月2日 - 8日、日本テレビ） - 公式マネージャー、7時間生配信でのウォーキングとポジティブ50和音などをやり遂げた。好評につきアーカイブ配信。
- 佳純ちゃん ようやったね！TOKYO2020 感動をありがとうSP（2021年12月8日、山口朝日放送）
- ロンドンブーツ1号2号 田村淳のNewsCLUB（2022年2月19日、文化放送） - ピンチヒッター（メインパーソナリティの田村淳さんの新型コロナ感染による番組休みの代役を務めた）
- ニッポン放送ショウアップナイター セパ交流戦　巨人×ロッテ（2022年6月4日、ニッポン放送）
- 2ショット! ダレカトダレカのドキュメント。（2022年10月1日、テレビ朝日）- MC
- テレビ東京若手映像グランプリ2023 決勝生配信（2023年2月27日、テレビ東京YouTubeチャンネル） - MC、応援大使
- 「アクトレス」配信直前！見どころから裏側まで全部見せちゃいますSP（2023年4月12日、Lemino - MC
- 「アクトレス」最終回直前！ 見どころから裏側まで全部見せちゃいますスペシャル！（2023年5月29日、Lemino - MC

- WBC2023 ザ・ファイナル（2023年12月31日、TBSテレビ）
- BSテレ東 特別番組「ぺこぱのいま知りたい！冠婚葬祭ガイド」（2024年3月23日、BSテレビ東京）- MC
- サッカー J2リーグ レノファ山口FC 対 ザスパクサツ群馬戦 応援実況生中継（2024年4月14日、山口朝日放送）
- 「ポケモンユナイト甲子園2024 応援配信」（生配信）（2024年5月2日、ぺこぱチャンネル）- 応援サポーター
- 「ドラゴンボール レジェンズ」新キャラクター情報解禁！6周年キャンペーン直前配信 （2024年5月25日、バンダイナムコエンターテインメントYouTubeチャンネル）- ゲスト
- 「ポケモンユナイト甲子園2024 応援企画!!  高校生チームvs豪華ゲストチーム エキシビションマッチ」（生配信）（2024年5月28日・6月5日、ぺこぱチャンネル）- 応援サポーター
- TVアニメ｢SHY｣放送直前スペシャル with ぺこぱ（2024年6月25日、テレビ東京・BS日テレ）- MC
- BOAT RACEプレミアSG 第34回グランドチャンピオン ENJOY!BOAT PARK!!（2024年6月30日、朝日放送テレビ・TOKYO MX）
- BOAT RACE プレミア ハートビートボート+（2024年6月30日、BSフジ）
- 「ポケモンユナイト甲子園2024 全国大会」（生配信）（2024年8月4日、ポケモンユナイト公式チャンネル）
- 「ぺこぱの肉にはコーク！ラジオ」（8月8日・16日・23日・29日、Spotify、Apple Podcast、Amazon Music）
- 「バズリズム LIVE -10th Anniversary-　DAY1～4」（2024年10月14日、日テレプラス）
- サンミュージック55周年 ニッポン放送70周年記念『サンミュージック大集合スペシャル』（2025年1月3日、ニッポン放送）- パーソナリティ
- ドラゴンボールZ ドッカンバトル 10周年記念イベント「リアルDOKKAN謝祭」（2025年2月8日、バンダイナムコエンターテインメント公式YouTubeチャンネル）- ゲスト
- タイピング日本一を決める大会 REALFORCE TYPING CHAMPIONSHIP 2025（2025年4月26日、REALFORCE 公式YouTubeチャンネル（東プレ株式会社））- ゲスト
- サッカー J2リーグ レノファ山口FC 対 水戸ホーリーホック戦 応援実況生中継（2025年5月6日、山口朝日放送）

### 雑誌
- ザ・テレビジョン（2020年2月21日号[89][90]）
- 週刊現代（2020年4月号[91]） - 松陰寺のみ
- THE 21（2020年5月）
- steady.（2020年6月号[92]・7月号[93]）
- 週刊朝日（2020年7月10日号[26]） - 表紙モデル
- ロト・ナンバーズ「超」的中法 2020年9月号（2020年7月29日） - 表紙
- Seventeen（2020年9月号[94]）
- OWARAI Bros. Vol.2 -TV Bros.別冊お笑いブロス-（2020年10月7日）[95]
- お笑い2021 SPRING Volume 3（2021年4月26日） - 表紙巻頭
- OWARAI AND READ（2021年4月28日） - 表紙巻頭
- 芸人ラジオVol. 2（2021年10月6日） - 表紙巻頭
- TVガイドVOICE STARS Dandyism vol.6（2023年3月2日）
- SODA 2025年1月号（2024年11月22日） - グラビアインタビュー特集
- 週間少年チャンピオン 2025年No.19（2025年4月10日）- 情報エクスプレス
- 日経エンタテインメント! 2025年7月号（2025年06月04日）

### 映画
- まーごめ180キロ（2023年5月19日公開）[96]

### 吹き替え
- キングスマン:ファースト・エージェント（2021年、ウォルト・ディズニー・ジャパン） - フェリックス 役（シュウペイ）、プリンツィプ 役（松陰寺太勇）[97]
- ぷにるんず（テレビアニメ）第7話 「ぺこぱ ぷにるんずになるん♪」（2022年11月13日、テレビ東京） - しょうるん役（松陰寺太勇）、ぺいるん役（シュウペイ）

### 始球式・スポーツイベント

#### 始球式・セレモニアルピッチ
- 川崎フロンターレ（対 サガン鳥栖戦、2019年7月7日、等々力陸上競技場）
- 千葉ロッテマリーンズ（対 北海道日本ハムファイターズ戦、2021年4月20日、ZOZOマリンスタジアム）
- 千葉ロッテマリーンズ（対 東北楽天ゴールデンイーグルス戦、2023年4月8日、ZOZOマリンスタジアム）
- 川崎フロンターレ（対 ガンバ大阪戦、2023年8月6日、等々力陸上競技場）
- 千葉ロッテマリーンズ（対 オリックス・バファローズ戦、2024年4月6日、ZOZOマリンスタジアム）
- ガンバ大阪（対 清水エスパルス戦、2025年3月8日、パナソニックスタジアム吹田）
- 千葉ロッテマリーンズ（対 東北楽天ゴールデンイーグルス戦、2025年4月5日、ZOZOマリンスタジアム）

#### ファン感謝デー
- 千葉ロッテマリーンズ ファン感謝デー「MARINES FAN FEST 2023」、2023年11月19日、ZOZOマリンスタジアム）- ゲストMC
- 千葉ロッテマリーンズ ファン感謝デー「MARINES FAN FEST 2024」、2024年11月17日、ZOZOマリンスタジアム）- ゲストMC

## ライブ

### 単独ライブ
- ぺこぱ単独ライブ 『風〜KAZE〜』(2016年1月17日、下北空間リバティ)
- ぺこぱ単独ライブ 「P」(2021年10月3日、草月ホール)
- ぺこぱ単独ライブ「E」〜be with you〜（2022年11月3日、有楽町よみうりホール[98]）
- ぺこぱ単独ライブ「K」Manzai & Melody.（2023年11月25日 - 26日、草月ホール)
- ぺこぱ単独ライブ「O」-漢-【山口県光市PR大使就任記念公演】（2024年8月10日、光市民ホール)
- ぺこぱ単独ライブ「O」-漢-【大阪公演】（2024年9月14日、ABCホール)
- ぺこぱ単独ライブ「O」-漢-【東京公演】（2025年1月12日、四谷区民ホール)

### ツーマンライブ
- #1 ゲスト：ヤーレンズ（2024年9月29日、浅草 東洋館）
- #2 ゲスト：トム・ブラウン（2024年10月4日、新宿 角筈区民ホール

### トークライブ
- 「ぺこぱの光合声 〜be with you〜」（西新宿ナルゲキ）
  - #1：2023年4月13日（木）
  - #2：2023年5月7日（日）
  - #3：2023年6月9日（金）
  - #4：2023年7月7日（金）
  - #5：2023年8月18日（金）
  - #6：2023年9月29日（金）
  - #7：2023年12月22日（金）
  - #8：2024年1月19日（金）
  - #9：2024年2月16日（金）
  - #10：2024年3月15日（金）

- 「初詣どこいく？ぺこぱと優太の開運忘年会2024」(2024年12月27日、A Talk Club WOOFER)
- ぺこぱと佐々木優太の開運暑気払い（2025年6月13日、西新宿ナルゲキ）

### 生配信ライブ
- 50PAライブ（2020年10月29日、TELASA・TVer）- 全12曲
- あのちゃんねるフェス（2021年3月19日、イープラスStreaming+）

### （番組関連）音楽ライブ
- 「あのちゃんねるLIVE『あ、無の無』」「昼の無」、「夜の無」昼夜2公演 -  MC（2021年10月24日、EX THEATER ROPPONGI）
- 「乃木坂スター誕生! LIVE」（2022年6月26日、ぴあアリーナMM）
- 「有吉の壁 Break Artist Live’22」Day 1 - ぺこぱ＆EXITによるユニット“TOPPA THE FILE CREW“として出演（2022年10月12日、ぴあアリーナMM）
- 「Tune Live 2023」（フジテレビ系音楽情報番組「Tune」連動イベント）（2023年4月22日、昭和女子大学 人見記念講堂）
- 「ヒルナンデス!バンド」シュウペイは前説、松陰寺はギターで、「Augusta Camp 2023」の前座として出演（2023年9月23日、横浜赤レンガパーク）
- 緑黄色社会主催 「緑黄色大夜祭 2024」（2024年6月15日、横浜アリーナ）- SPECIAL GUEST
- 「ヒルナンデス!バンド」松陰寺はギター、シュウペイはダンス・楽器受取・ライブ後インタビュー担当で、「バズリズム LIVE -10th Anniversary-」の前座として出演（2024年7月22日、国立代々木競技場 第一体育館）
- IDOL DANCE BATTLE『VERSUS』（2025年6月28日、Zepp Shinjuku (TOKYO)）- MC

## CM・キャンペーン等
- C Channel・発酵美容クレンジングセラム[99]（2017年3月31日）
- 東京2020協賛ジャンボ宝くじ・東京2020協賛ジャンボミニ（2020年2月） - PRイベント出演[100]
- 日産自動車（2020年2月 - ）[101]-WEBCM
- 花王
  - Primavista（2020年2月） - WEBCM、TVCM[102]
  - ピュオーラ（2020年5月）[103]-TVCM
  - キュキュット（2021年10月）- WEBCM
- 森永製菓・マクロビ派 「マクロビ白書 〜時を戻そう〜篇」（2020年3月） - WEBCM[104]
- ビザ・ワールドワイド・ジャパン「世界を変えるキャッシュレス」（2020年3月） - WEB連載企画[105]
- 映画『デッド・ドント・ダイ』（2020年3月）[106]-TVCM
- 任天堂『ポケモン不思議のダンジョン』（2020年4月） - WEBCM[107]
- モスバーガー「漫才コンビ篇」[108]「自己紹介篇」「いらっしゃいませ篇」[109]（2020年5月） - TVCM、声のみの出演
- JINS 「キッズメガニスタアワード2020」（2020年5月30日）-イベントサプライズ登場[110]
- Tokyo Virtual Runway Live by GirlsAward（2020年6月27日）- シークレットゲスト[111]
- TECH CAMP（2020年7月13日）[112][113]
- カゴメ
  - 野菜生活Soy+ まろやかプレーン & 野菜生活Soy+ ベリー・プルーンMix（2020年7月21日）[114][115][116]
  - 野菜生活 Smoothie（2020年8月4日）[117]
- アドビ「アドビで“花火の思い出”をたのしく残そう『♯あどびはなび』」 - イベント出演（2020年8月6日）[118][119]
- 日清食品 チキンラーメン
  - 「べランピング篇」（2020年8月7日- ）[120][121][122][123][124]- TVCM
  - 「ワイルドチキンラーメン篇」（2020年10月26日- ）- TVCM
- かんぽ生命 デジタルラジオ体操コンクール - 「ぺこぱのお手本動画」として動画出演（2020年8月18日）[125][126][127]
- LINEマンガ「喧嘩独学」- WEBCM（2020年9月18日）[128]
- シャドウバース - シャドウバース応援隊長（2020年9月26日）[129]
- ワーナー・ブラザース・ピクチャーズ 映画『TENET テネット』- PR動画「ぺこぱ“時を戻そう”」編、「ぺこぱメイキング編」（2020年10月1日）[130]
- プレミアム・アウトレット「プレミアム・アウトレットの日制定記念イベント」- イベント出演（2020年10月5日）[131]
- 日本テレビキャンペーン「カラダWEEK」- 公式マネージャー（2020年11月2日-2020年11月8日）[132][133]
- オッズパーク
- 紀文「ぺこぱと一緒に作るおせちオンライン料理教室」- WEB連載企画（2020年12月11日 -2020年12月25日）「フライングフォせち」編、「チャレンジ手作りおせち」編、「簡単で映える盛りつけレッスン」編
- レノボ Chromebook（2020年12月）
- 三井不動産 柏の葉スマートシティ（2021年1月）
- 日本赤十字社「はたちの献血」
  - 「献血チャンス到来」編、「今こそ必要」編 （2021年1月 - ）[134]
  - 「トライ! はたちの献血」編（2022年1月 - ）[135]
- インディード「Indeedリモートバイト選手権」（2021年2月）
- ライオン「美白ハミガキの新ブランド『Lightee（ライティー）』」新CM・新製品発表会（2021年3月23日）
- マルハニチロ「ガブッと！四元豚のロースかつ」はらぺこぱ の「時を戻そう」クッキング！（2021年4月1日）
- アサヒビール
  - 「情熱大陸」とタイアップ「新社会人応援！ASAHI SUPER DRY VIRTUAL BAR」- オンラインイベント（2021 年5月9日）
  - 「クリアアサヒ」- WEBCM「クリアな一家 はじまる」編、「家族でためる」編、「友達とためる編」（2022年1月13日）
- タカラトミー「ぷにるんず」（2021年6月3日）
- 東映 映画「夏への扉 -キミのいる未来へ-」ナレーションをアフレコしたスポット映像と、“時を超えて大切な人を救う”オリジナルコント動画公開（2021年6月14日）
- 資生堂「dプログラム」（2021年8月23日）
- Happy Elements「あんスタ刑事」（2021年9月6日）
- ワーナー・ブラザース・ピクチャーズ 映画「レミニセンス」公開直前イベント（2021年9月9日）
- 株式会社オモヤ ドッグフード「このこのごはん」（2021年11月25日 - ）
  - 「食材」編
  - 「人間基準」編
  - 「見た目と匂い」編
  - 「おめめと毛並み」編
  - 「のすけと一緒」編
  - 「松陰寺と一緒」編
  - 「のすけのきもち」編 （2024年3月9日 - ）
  - 「松陰寺のきもち」編
- 大和ハウス工業「アルパーク」
- 三井不動産商業マネジメント 東海ららぽーと4施設（愛知県・静岡県）「ららぽーと×ぺこぱ POSITIVE SPRING FASHION 春ファッションはみんな違ってそれがいい！」（2022年2月18日 - 4月3日）
- 松陰塾
  - 松陰寺ゆく松陰塾！？「松陰寺行く」編（2022年2月21日 - ）
  - 「毎日通える」編
  - 「誉め伸ばし」編
  - 「教室」編
  - 「クイズ」編
  - 「おぼえてください松陰塾」編（2023年2月3日 - ）
  - 「口コミNo.1の塾」編（2024年2月8日 - ）
  - 「AI学習」編
- Panasonic「シェアードビューティセミナー」（2022年3月1日）
- X-LEGEND ENTERTAINMENT「スプライトファンタジア - 精霊物語」（2022年4月13日）
- Simeji presents「逆新入社員研修」発表会（2022年4月14日）
- LIFULL「一緒に学ぼう！LIFULL『しなきゃ、なんてない。ライブラリー』」開催記念イベント（2022年6月9日）
- ローラ メルシエ ジャパン【FIRST MAKE UP MEN × LAURA MERCIER】 メンズ美容を加速する『Men’s キレイUP ライブ 2022』（2022年6月17日）
- ミイダス「PRイベント」（2022年7月26日）
- ファイン「新商品発表会」1日リラックス大使（2022年9月20日）
- SMBCモビット×映画『貞子DX』「コラボレーション発表会」（2022年10月13日）
- サントリーフーズ「HYPER ZONe」（2022年11月1日）
- 茨城県「茨城であイバAI スペシャルマッチングイベント」（2022年11月1日）
- JA全農「ホットミルクと真夜中のモ～ツァルト」PR発表会 （2022年12月8日）
- with 体験型エンターテイメント「価値観パーラーwith」オープニングイベント（2022年12月22日）
- 楽天「楽天カード」（2023年2月18日・2024年11月19日 - ）
- ブラウン『オーラルB「歯科健診受診で電動歯ブラシ本体が最大無料になるキャンペーン」』発表会（2023年3月1日）
- アサヒ飲料「ドデカミン」（2023年6月27日）
- P&Gジャパン「h&s」- 初代DJシャンプー（2023年7月1日）
- 日立「白くまくん COOL PARK」PRイベント（2023年7月5日）
- 日本コンタクトレンズ協会「コンタクトレンズの日 記者発表会」（2023年9月6日）
- ワーナー・ブラザース・ピクチャーズ 映画「アクアマン/失われた王国」辰年アクアライド4DX 試写会（2024年1月9日）
- リクルート「HOT PEPPER Beauty AWARD 2024」（2024年2月26日）
- 三和酒類「いい茶こ 桜ステーション」オープニングセレモニー（2024年3月5日）
- 相鉄ジョイナス 「ジョイナス開業50周年記念イベント」 ジョイナス1日館長就任（2024年3月24日）
- ネクイノ 「コミュニティサイト『25時のスマルナ』ローンチ記念イベント」（2024年3月28日）
- ヤマサ醤油 ポップアップストア「ラーメンソーメン屋 麺屋一杯」発表会（2024年5月9日）
- P&Gジャパン「レノア超消臭 梅雨の夜干し篇」（2024年6月1日 - ）
- 三井アウトレットパーク「みんなでサッカー楽しもうぜ！」(2024年9月18日 - )
- ミスタードーナツ 台湾ゴハン祭り 試食発表会 (2024年9月26日)
- AWESOMEPIECE「キングゴッドキャッスル」（2024年10月23日 - ）
- Meta「年越しそばをすすれっず by Threads」（2024年12月27日 - 29日）
- ノボノルディスク ファーマ『4月17日 世界血友病デー』患者向けイベント「血友病のこと、ぺこぱと一緒に学んだっていいだろう!!」（2025年4月13日）
- 茨城県アンテナショップ IBARAKI sense -イバラキセンス- 納豆PRイベント「粘り強さ・オブ・ザ・イヤー2025」（2025年7月9日）

## ディスコグラフィ

### デジタルシングル
- Earth（2023年3月6日/USM JAPAN）[136]
- KiKKaKes（2023年12月31日/Sun Music Records）

## 公式グッズ
- 『日めくり 毎日ぺこぱ』（2020年3月27日発売、大和書房[137]、ISBN 978-4-479-39341-2）
- 『THE突破ファイル公式グッズ』（2020年9月12日発売、日テレ屋・日テレポシュレ） - 松陰寺のみ
- 『50PA公式グッズ』（2020年10月7日発売、テレアサショップ）
- 日めくりカレンダー『毎日ぺこぱ２〜どんな１日も元気に過ごせる３１のメッセージ〜』（2021年3月26日発売、大和書房）
- 声優パーク建設計画VR部（テレアサショップ・Ropping）

## DVD
- ロンドンハーツ 50TA×50PA 通常盤 【DVD】- 音楽界の革命児50TA＆最強のライバル50PAの名曲を大収録！（2021年2月24日、テレビ朝日 / よしもとミュージック）
- ぺこぱ単独ライブ「P」（2021年12月22日、CONTENTS LEAGUE、SSBX-2702[138]）
- 乃木坂スター誕生! 第1巻 Blu-ray/DVD-BOX （2022年1月14日、VAP）
- 乃木坂スター誕生! 第2巻 Blu-ray/DVD-BOX （2022年4月22日、VAP）
- 乃木坂スター誕生!2 第1巻 Blu-ray/DVD-BOX （2022年7月22日、VAP）
- 乃木坂スター誕生!2 第2巻 Blu-ray/DVD-BOX （2022年10月28日、VAP）
- ぺこぱ単独ライブ「E」～be with you～（2023年3月8日、CONTENTS LEAGUE）
- ぺこぱ単独ライブ「K Manzai & Melody.」（2024年3月27日、CONTENTS LEAGUE）
- 「ネタの笑タイム5 ～最高のネタをご覧あれ！～」（2024年8月21日、CONTENTS LEAGUE）
- ぺこぱ単独ライブ「O」-漢-（2025年4月9日、CONTENTS LEAGUE）